# Национальный стадион (Братислава)
Тегельне поле (словац. Tehelné pole) — футбольный стадион в Братиславе, Словакия. Вмещает 22 500 зрителей. Является домашней ареной футбольного клуба Слован и сборной Словакии по футболу. Открыт в 1940 году.